# Confession dans le judaïsme
 (décembre 2010).
La confession des fautes (hébreu : וידוי viddouï) est souvent associée dans le judaïsme au processus de repentir ou d’expiation. Récitée quotidiennement à voix basse, elle joue un rôle prépondérant dans la liturgie de Yom Kippour et fait partie des rites à observer pre-mortem.
l'une des étapes du processus d'au cours duquel un Juif admet avoir commis un péché devant Dieu. La confession de ces péchés se faisant entre l'homme et Dieu, elle doit être faite en l'absence de tout autre personne (le Talmud considère qu'une confession devant un autre est une marque d'irrespect). De l'autre côté, une confession ayant trait à des fautes commises envers un prochain (Juif) peuvent être faites en public, et de fait, le grand décisionnaire Maïmonide appelle cette confession "immensément louable."
La confession per se n'apporte pas le pardon immédiat, elle est plutôt l'amorce d'un processus de repentance, où l'on reconnaît sa faute et où l'on s'engage à n'en plus commettre, ce qui, si mis en pratique, apporte le pardon.
En tant que part intégrante du processus de repentance, le viddouy est également fortement encouragé à l'article de la mort, car selon le Talmud, de même que le juste accompli devient méchant s'il regrette (réduit à néant) sa bonté passée, de même le méchant repentant est considéré comme juste (Kiddoushin 40b, exégèse sur Ezéchiel 33:12), et certains gagnent leur monde en une heure (Avoda Zara 17b). On recommande également aux proches du défunt de réaliser un viddouy devant lui après sa tahara

## La structure d'une confession
Dans son Mishneh Torah, Maïmonide écrit:

« Comment se confesse-t-on? On dit : 'S'il Te plaît, Hashem, j'ai péché (volontairement - חטאתי), j'ai péché (à la suite d'une pulsion - עויתי) et j'ai péché (non intentionnellement - פשעתי) devant Toi, et j'ai fait ceci et cela, et voici que je le regrette, et que j'ai honte de mes actes, et je ne reviendrai jamais à une telle chose.'
Voici l'essence de la confession, et celui qui multiplie les confessions, et prend grande valeur en cette matière, ceci est éminemment louable. »

— Mishneh Torah, Hilkhot Teshouva Chap. 1:2

## Dans la prière
Outre la confession individuelle, une forme de confession publique a été ajoutée à la prière quotidienne. Il existe deux formes de ces confessions, le Viddouy Qatan ("petite confession"), et le Viddouy HaGadol ("La grande confession"), toutes deux incluant une liste de péchés confessés selon l'Alephbet; la petite confession liste un péché par lettre, la grande deux.
La petite confession fait partie du Tahanoun (prière de supplication quotidienne), qui fait immédiatement suite à la 'Amida. Elle est récitée debout et à voix basse, sauf à Rosh Hashana et Yom Kippour, où on la dit au contraire à voix très-haute (dans certaines congrégations, principalement ashkénazes, elle est même chantée). À chaque péché, on se frappe du poing la poitrine du côté du cœur, dans un geste assez analogue à la battue de la coulpe.
La grande confession ne se dit qu'à Yom Kippour.